# Alex Salmond
Alexander Elliot Anderson Salmond (Linlithgow, 31 december 1954 – Ohrid, 12 oktober 2024) was een Brits (Schots) politicus. Hij was twintig jaar lang de politiek leider van de Scottish National Party, en van 2007 tot 2014 minister-president (First Minister) van de regionale regering van Schotland. Hij trad af als regerings- en partijleider toen een meerderheid van de Schotse bevolking zich bij een referendum in 2014 uitsprak tegen onafhankelijkheid. Van 1987 tot 2010, en daarna weer van 2015 tot 2017, was hij ook lid van het Britse Lagerhuis.  Salmond verliet de SNP in 2018. In 2021 werd hij de leider van de Alba Party.

## Politieke loopbaan
Salmond studeerde economie en geschiedenis aan de Universiteit van St Andrews. Hij werd als student lid van de Scottish National Party (SNP). Hij werkte na zijn studie als econoom bij het ministerie van landbouw en visserij in Schotland en later voor de Royal Bank of Scotland.
In 1987 werd hij gekozen tot lid van het House of Commons voor de SNP. In 1990 werd hij partijvoorzitter en speelde een belangrijke rol bij de campagne voor het instellen van een Schots parlement. Bij de eerste verkiezingen voor dit parlement in 1999 was hij lijsttrekker; hij werd na de verkiezingen oppositieleider. In 2000 trad hij na een intern conflict af als partijvoorzitter maar werd in 2004 na slechte verkiezingsresultaten weer verkozen.  Bij de verkiezingen voor het Schotse parlement in 2007 was hij ook weer lijsttrekker; de SNP werd de grote winnaar van deze verkiezingen en boekte een winst van 20 zetels, waardoor het totaal aantal zetels op 47 kwam te staan.

## Minister-president
Het Schotse Parlement koos na de verkiezingszege van de SNP Salmond op 16 mei 2007 tot minister-president. Hij leidde tot 2011 een minderheidsregering, waarin de SNP een coalitie vormde met de Scottish Green Party. Als eerste minister legde hij de nadruk op duurzame ontwikkeling, onderwijs en belastinghervorming. Salmond hield als eerste minister van Schotland zijn zetel in het House of Commons in eerste instantie aan; bij de Britse Lagerhuisverkiezingen van 2010 stelde hij zich niet meer herkiesbaar.
Bij de Schotse parlementsverkiezingen in mei 2011 won de SNP een meerderheid in het parlement en werd Salmond opnieuw minister-president. Hij beloofde om binnen zijn huidige regeringstermijn, die officieel in 2016 zou eindigen, een referendum te houden over de onafhankelijkheid van Schotland.

## Referendum en aftreden
Op 15 oktober 2012 tekenden Salmond en de Britse premier David Cameron  een overeenkomst om zo'n referendum  te houden in de herfst van 2014; dit was ook wat Salmond had gewild. Het referendum over de onafhankelijkheid van Schotland werd op 18 september 2014 gehouden. Na wat in de pers veelal als een nek-aan-nekrace was aangeduid, koos 55% van de Schotten ervoor om in het Verenigd Koninkrijk te blijven. De volgende dag kondigde Salmond aan na de partijconferentie in november af te zullen treden als First Minister en SNP-leider. Hij werd in beide functies opgevolgd door Nicola Sturgeon.
Bij de Britse Lagerhuisverkiezingen in 2015 werd Salmond gekozen als lid van het House of Commons voor het Schotse kiesdistrict Gordon. Deze zetel verloor hij bij de verkiezingen van 8 juni 2017.

## Loopbaan na verlaten politiek
Na het verlies van zijn parlementszetel maakte Salmond een overstap naar de entertainment- en mediasector. Tijdens het jaarlijkse festival Edinburgh Fringe 2017 stond hij op het toneel met de voorstelling Alex Salmond unleashed. Hij maakte in november 2017 zijn debuut als presentator van een talkshow op de door de Russische overheid gefinancierde zender RT. Dit kwam hem op veel kritiek te staan, onder andere van zijn opvolger Nicola Sturgeon. Deze kritiek laaide weer op toen in 2020 bleek dat de Russische regering in 2014 had geprobeerd de uitslag van het referendum te beïnvloeden in het voordeel van Schotse onafhankelijkheid.

## Beschuldigingen, vrijspraak en parlementair onderzoek
In augustus 2018 kwam naar buiten dat twee medewerkers van de Schotse overheid Salmond hadden beschuldigd van seksueel grensoverschrijdend gedrag in de tijd dat hij First Minister was. Hij trad kort daarna uit de SNP,  naar zijn zeggen om te voorkomen dat er over de kwestie binnen de partij tweestrijd zou ontstaan.  Een crowdfunding-campagne die hij startte ter dekking van zijn advocaatskosten bracht in korte tijd 100.000 Britse pond op. Op 24 januari 2019 werd Salmond formeel in staat van beschuldiging gesteld van onder andere twee pogingen tot verkrachting en meerdere aanrandingen De inhoudelijke behandeling van de zaak begon op 9 maart 2020. Salmond, die steeds alle beschuldigingen heeft ontkend, werd op 23 maart 2020 vrijgesproken.
Salmond had vóór hij officieel in staat van beschuldiging was gesteld al een procedure tegen de Schotse regering gewonnen omdat het interne onderzoek naar de beschuldigingen niet volgens de regels was uitgevoerd. De regering moest hem een schadevergoeding van meer dan 500.000 pond betalen. Het Schotse parlement gelaste in januari 2019 een officieel onderzoek naar de manier waarop de overheid met de zaak was omgegaan.  Dit onderzoek begon pas in augustus 2020, omdat de strafzaak eerst moest zijn afgerond en vervolgens de COVID-19-pandemie voor vertraging zorgde.
In maart 2021 verscheen het eindrapport van de onderzoekscommissie die concludeerde dat er binnen de overheid fouten waren gemaakt,  b.v. het niet tijdig veiligstellen van relevante documentatie en het aanstellen van een onderzoeker die al eerder contact had gehad met de vrouwen die klachten over Salmonds gedrag hadden ingediend.

## Overstap naar Alba Party
Op 26 maart 2021 maakte Salmond bekend dat hij zich had aangesloten bij de net opgerichte Alba Party. Deze partij streeft net als de SNP naar Schotse onafhankelijkheid. Salmond werd politiek leider van de partij. Bij de verkiezingen voor het Schotse Parlement van 6 mei 2021 was hij kandidaat in de regio Noordoost-Schotland. Het lukte de Alba Party niet om zetels te veroveren.

## Dood
Alex Salmond overleed op 12 oktober 2024 op 69-jarige leeftijd nadat hij onwel was geworden tijdens een conferentie in Ohrid in  Noord-Macedonië.